# Bezvodne, raionul Mîkolaiiv, regiunea Mîkolaiiv
Bezvodne (în ucraineană Безводне) este localitatea de reședință a comunei Bezvodne din raionul Mîkolaiiv, regiunea Mîkolaiiv, Ucraina.

## Demografie
Componența lingvistică a localității Bezvodne
     Ucraineană (88,71%)
     Rusă (7,26%)
     Română (4,03%)
Conform recensământului din 2001, majoritatea populației localității Bezvodne era vorbitoare de ucraineană (88,71%), existând în minoritate și vorbitori de rusă (7,26%) și română (4,03%).